# Požarnica
Požarnica är ett samhälle i Bosnien och Hercegovina.   Det ligger i entiteten Federationen Bosnien och Hercegovina, i den östra delen av landet, 80 km norr om huvudstaden Sarajevo. Požarnica ligger 430 meter över havet och antalet invånare är 192.
Terrängen runt Požarnica är huvudsakligen kuperad, men västerut är den platt. Runt Požarnica är det ganska tätbefolkat, med 93 invånare per kvadratkilometer.. Närmaste större samhälle är Tuzla, 10,9 km väster om Požarnica. 
Omgivningarna runt Požarnica är en mosaik av jordbruksmark och naturlig växtlighet.